# 大西正文
大西 正文（おおにし まさふみ、1924年12月11日 - 2014年10月15日）は、実業家。大阪ガス特別顧問・元社長・会長。

## 略歴
大阪府出身。父は元高松高等裁判所長官の大西道太郎。東京府立十中、高知高校を経て、1947年京都帝国大学法学部卒業。同大学院修了後の1948年に大阪ガスに入社し、代表取締役社長（1981年 - ）、会長（1991年 - ）、相談役（1998年 - ）を歴任。
その他には大阪商工会議所会頭（1992年11月～1999年3月）、日本商工会議所副会頭、アジア商工会議所連合会会長、日本ガス協会会長、近畿日本鉄道、朝日放送、リーガロイヤルホテルなどの取締役、大丸監査役をそれぞれ務めた。
2014年10月15日に老衰で死去。89歳没。叙従三位。